# Millbrae, Kalifornien
Millbrae är en stad (city) i San Mateo County, i delstaten Kalifornien, USA. Enligt United States Census Bureau har staden en folkmängd på 21 793 invånare (2011) och en landarea på 8,4 km².